# Поль де Терм
Поль де Ла Барт, сеньйор де Терм (фр. Paul de La Barthe, seigneur de Thermes; 1482, Кузеран — 6 травня 1562, Париж) — французький воєначальник, маршал Франції.

## Життєпис
Син Жана де Ла Барта, сеньйора де Жеріско, і Жанни де Пегільем, пані де Терм народився 1482 року. Успадкував від матері сеньйорію Терм в Астараці.
Про молоді роки цього знаменитого воїна нічого не відомо.
У 1522 році під командуванням Андре де Фуа, сеньйора де Л'Еспарра, брав участь в поході в Наварру. Протягом місяця французи взяли Сен-Жан-П'є-де-Пор, Памплону і підпорядкували все королівство. Розвиваючи успіх, Л'Еспарр вторгся до Кастилії і осадив Логроньо. Незабаром іспанці перейшли в контрнаступ, 30 червня розбили французьку армію під Памплоною та за короткий час вигнали її з Наварри.
За словами Брантома, де Терм убив на дуелі когось із наближених короля і був змушений тікати з Франції. Він приєднався до армії маршала де Лотрека, яка стояла 1528 року під стінами Неаполя. Після смерті маршала залишки його армії в 1529 році зійшли на кораблі Антуана де Ларошфуко. Де Терм мав намір повернутися до Франції, де його справу було залагоджено, але його галера не змогла наздогнати решту флоту і біля узбережжя Калабрії була захоплена берберськими піратами.
У 1530 році Поля викупили з полону і він повернувся до Парижа, де король Франциск I дав йому роту шеволежерів. У 1535—1536 року у складі армії адмірала Бріоні військовик брав участь в першому французькому завоюванні П'ємонту. В ході цієї кампанії він здобув репутацію вмілого командира.
У 1537 році імперці обложили Теруанн, і Де Терм був зі своєю ротою відкликаний з Турина в Пікардію. Солдатам Дофіна Франсуа, який керував обороною фортеці, забракло пороху. Де Терм і д'Аннебо провели до Теруанна 200 шеволежерів і 400 аркебузирів з вантажем пороху.
Французька армія зняла облогу міста, і 30 червня було укладено перемир'я, після чого Де Терм повернувся до П'ємонта. 16 листопада там також було досягнуто перемир'я, і Де Терм отримав наказ залишитися в розпорядженні губернатора Турина Гійома дю Беллі.

## Дев'ята Італійська війна
З початком Дев'ятої Італійської війни в 1542 році командував 1600 шеволежерами при облозі Перпіньяна військами дофіна Генріха. Наступного року з легкою кавалерією супроводжував маршала д'Аннебо в п'ємонтському поході. Наприкінці кампанії став комендантом Савільяно.
Щоб порушити комунікації противника по обидва береги По, Де Терм вирішив зруйнувати каріньянський міст. Зустрінуті сильним вогнем імперців, війська безладно відступили, але він зупинив шеволежерів і підтримав Монлюка, який зумів знищити переправу.
У битві біля Черізоле 11 квітня 1544 року Де Терм командував кавалерією правого флангу. Ліве крило флорентійських жандармів під командуванням Бальоні зайшло у фланг французам, які бились з ландскнехтами. Цей маневр мав вирішити долю битви, але Де Терм завдав флорентійцям потужного удару, розбив їх і перекинув на піхоту принца Салернського. Не вдовольняючись цим, він атакував піхотний батальйон противника, але під ним було вбита коня, і Де Терм потрапив у полон в битві, в якій домігся перемоги. Командувач французами граф Енгієнський віддав в обмін за нього трьох ворожих полонених вищого рангу.
Перемога при Черізоле 14 квітня призвела до здачі Мілана. 18 вересня було підписано мир у Крепі.

## П'ємонт і Шотландія
1 січня 1546 року Поль де Терм був призначений лейтенант-генералом губернаторства П'ємонту; він окупував маркізат Салуццо і в 1547 році опанував замком Равель, одним з найсильніших укріплень П'ємонту.
15 травня 1548 року у званні лейтенант-генерала був посланий на зміну д'Ессе де Монталамбера командувати експедиційними силами в Шотландії, що діяли на стороні Марії де Гіз. Продовжив успіхи свого попередника, взявши Хантінгтон та інші укріплення, що утримувалися англійцями. Після підписання миру в травні 1550 року повернувся до Франції.

## Десята Італійська війна
Був направлений послом до Папи Юлія III ; коли папські війська почали війну проти союзника Франції герцога Пармського Оттавіо Фарнезе, король 3 травня 1551 року призначив Поля де Терм лейтенант-генералом армії в Італії. Де Терм був обложений папськими силами в Мірандолі; провівши потужну вилазку, він зумів пробитися через порядки обложників і піти в Парму, де в червні був обложений папськими та імперськими військами під командуванням Гонзагі та Маріньяно. Організувавши набіги на папські землі, Де Терм змусив противників розділитися, і папські війська пішли обороняти свою територію.
У вересні 1551 року Де Терм організував вилазку силами 500 кавалеристів і прорвав облогу. Наступного року Де Терм підтримав повстання сієнців проти імператора і в липні ввів до Сієни війська. 5 серпня 1552 року король призначив де Терма лейтенант-генералом армії в Італії і на Корсиці, і 27 вересня йому було доручено командувати експедицією на Корсику .
У 1553 році Де Терм за підтримки османської ескадри Тургут-Рєїса висадився на Корсиці, опанував Порто-Веккіо, Бастією, Аяччо, і осадив Боніфачо. Погодився прийняти капітуляцію міста на помірних умовах, що викликало невдоволення Тургута, який втратив здобич. Турки залишили французів, і Де Терм не зміг захопити Кальві. Незабаром у цьому порту висадилися генуезько-імперські сили Андреа Доріа, і військові дії на острові тривали до 1556 року.
У 1555 році Де Терм був відкликаний з Корсики в П'ємонт заміщати хворого маршала де Бріссака. Він зумів утриматися проти значних сил іспанців, і 10 лютого 1556 року отримав у нагороду графство Комменж.

## Одинадцята Італійська війна
У 1557 році під командуванням де Бріссака осадив і взяв Вальфенеру, Кераско, після чого вони блокували Фоссано, але поразка біля Сен-Кантене змусила французів евакуювати П'ємонт.
У 1558 році Де Терм брав участь в облозі Кале військами Франсуа де Гіза. Зі швейцарцями і декількома ротами кавалерії забезпечував комунікації осадженого табору з узбережжям і дорогу на Ґін. 15 січня 1558 року король призначив де Терма губернатором Кале, Ґіна і графства Уа, а 24 червня він був призначений маршалом Франції на місце П'єтро Строцці.
Зміцнивши Кале, маршал з 12 тисячами піхоти і 2 тисячами кавалерії пройшов долиною річки Аа, розбив місцеве ополчення, яке намагалося перегородити йому дорогу, 3 липня осадив Дюнкерк, на четвертий день взяв його штурмом, розграбував і поставив там гарнізон. При наступі на Ньївпорт французи, які захопилися грабежем, були 13 липня атаковані іспано-фламандською армією графа Егмонта біля Гравеліна. Маршал, поранений в голову, відчайдушно захищався, йому вдалося відступити через річку Аа, але Егмонт зайняв позицію на висотах, перегородивши шлях до Кале. Англійська ескадра увійшла в гирло річки і піддала обстрілу правий фланг французів, які зазнали жорстокої поразки, втративши 2 тис. убитими і 3 тис. полоненими. Де Терм також потрапив у полон, і був звільнений наступного року після укладення Като-камбрезійського миру.
Незважаючи на поразку, за яку він отримав прізвисько «Нещасного Капітана», Де Терм зберіг репутацію великого воєначальника і довіру короля, який призначив його губернатором Парижа та Іль-де-Франса.
За словами Брантома, Де Терм «був великим капітаном, нагородженим відповідальними посадами і високими почестями набагато більше, ніж грошима, бо помер він в бідності» . Він був знаменитий своєю розважливістю, і в П'ємонті говорили: «Бережи нас Бог від мудрості пана де Терма і хоробрості пана д'Оссьона»!, маючи на увазі самого розумного і самого хороброго з французьких командирів.

## Родина
Дружина: Маргарита де Салуццо
Дочки:
- Джованні-Франческо-Марії ді Салуццо, сеньйора де Карде (пом.. 1539)
- Філіберта Бланш де Міолан (пом.. 1531), спадкоємиця Салуццо. Вдруге вийшла за внучатого племінника свого першого чоловіка — маршала де Бельгарда.